# Variante Itirapina-Santa Gertrudes
A Variante Itirapina - Santa Gertrudes é uma ligação ferroviária existente na antiga linha Jundiaí- Colômbia entre a estação de Santa Gertrudes e Itirapina. Possui 43,560 km de extensão em bitola 1,60 m em via singela.

## História
A retificação da Linha Tronco Jundiaí – Colômbia entre Itirapina, Rio Claro e Santa Gertrudes já era projetada desde os anos 50 pela Companhia Paulista de Estradas de Ferro, pois encurtaria em quase 5 quilômetros a distância entre as cidades.
As obras foram iniciadas em 29 de abril de 1966, mas foram paralisadas devido à problemas financeiros da Paulista. No início dos anos 70 a Fepasa retoma as obras da variante, além de projetar uma extensão até São Carlos que não saiu do papel.
A variante seria inaugurada em 1976. Em 16 de maio de 1989,~durante testes do Instituto de Pesquisas Tecnológicas, a composição TP-160 da Fepasa formada pela locomotiva GE 2-C+C-2 nº 6386 e 4 por carros Budd série 800, viajando na Variante Itirapina - Santa Gertrudes entre Itirapina e Graúna-nova, atingiu a velocidade de 164 km/h, estabelecendo o recorde brasileiro de velocidade ferroviária.

## Tabela
| Comparação               | Linha tronco antiga | Variante construída |
| ------------------------ | ------------------- | ------------------- |
| Extensão (Km)            | 48,373              | 43,560              |
| Nº de Curvas             | 66                  | 28                  |
| Raio mínimo de curva (m) | 273,98              | 1145,93             |
| Velocidade máxima (km/h) | 80                  | 160                 |
| Rampa máxima (%)         | 2,07                | 1                   |
| Tonelagem rebocada (T)   | 1000                | 2000                |